# Михайлов Михайло Леонідович
Миха́йло Миха́йлов (нар. 6 липня 1959, с. Альоховщина, Ленінградська область, Російська РФСР, СРСР) — колишній радянський та український футболіст, воротар. Майстер спорту СРСР міжнародного класу (1986). Заслужений майстер спорту СРСР (1986).

## Біографія
Вихованець футбольної школи кіровоградської «Зірки». Перший тренер — Віктор Третяков. За цю ж команду розпочав виступи на серйозному рівні. Посівши разом з командою 9 місце у другій зоні другої ліги Чемпіонату СРСР 1979 року, залишив клуб і перейшов до дніпропетровського «Дніпра», що виступав на той час у першій лізі. Своє врівноваженістю та надійністю Михайлов звернув на себе увагу тренерського штабу київського «Динамо» та вже у 1980 молодий воротар поповнив лави клубу зі столиці республіки, а через рік вже став чемпіоном країни у складі нової команди.
Основним голкіпером на той час був Юрій Роменський, який майже увесь сезон відіграв без замін, проте на початку нового захворів на запалення легенів і цим самим дав шанс молодому Михайлову проявити себе у рамці воріт. З покладеним на нього завданням голкіпер впорався на «відмінно».
З появою у клубі Віктора Чанова ситуація дещо змінилася і обидва воротарі почали проводити на полі приблизно однакову кількість часу. Так у сезоні 1983 все перше коло відіграв Чанов, а друге — Михайлов.
Наприкінці 1983 під час виступу за олімпійську збірну СРСР Михайло Михайлов отримав травму, що вибила його з обійми майже на півроку. Втративши місце в основному складі, він зміг повернути його лише у 1985 році завдяки перелому руки Чанова. Проте, отримавши місце у воротах, Михайлов вразив усіх своєю впевненістю та майстерністю. Підтвердженням цього стали усі матчі Чемпіонату та Кубку СРСР проведені без замін, а також виклик до національної збірної Радянського Союзу, за яку талановитий голкіпер, так жодного матчу і не провів.
Дуже чітко охарактеризував Михайлова легендарний Валерій Лобановський у своїй книзі «Нескінченний матч»:
|  | Впевненість Михайла Михайлова, напроти, проявляється лише тоді, коли він впевнений, що ніхто його не "підсижує". Я впевнився в цьому у 1985 році: у Чанова зламана рука, Михайлов - основний та єдиний воротар. Дуже багато ми провели з ним матчів, і непоганих - в тому ж Кубку Кубків та чемпіонаті. Варто було повернутись Чанову, як Михайлов примирився з другими ролями. В душі він, безумовно, мріяв виходити в стартовому складі, але, здавалося, йому важко налаштуватися на один-два матчі, найвище відчуття відповідальності приходить до нього, коли він знає, що заміни немає. |

Після одужання Чанова, Михайлов лише 5 разів з'явився в рамці воріт «Динамо» протягом двох сезонів, проте встиг відзначитися забитим з пенальті м'ячем у матчі дублюючих складів «Динамо» та «Гурії» (Ланчхуті). Це єдиний випадок пробиття пенальті голкіпером київського клубу у ігровий час матчу, навіть у матчах дублерів.
Володимир Маслаченко якось сказав, що двох рівновеликих кіперів у клубі розцінював як нонсенс. В тому сенсі, що сидіти за чиєюсь широкою спиною на лаві запасних — себе не поважати. Саме ця проблема і виникла у 1987 в «Динамо». Чанов так міцно зайняв місце у воротах киян, що Михайлов змушений був на рік поїхати спочатку до «Нефтчі», а потім до «Шахтаря», щоб не розгубити воротарські навички. Лобановський підтримав ініціативу голкіпера, тим більше, що між ними існувала домовленість про повернення Михайлова в «Динамо», як тільки у цьому виникне необхідність.
У 1989 році могла статися визначна подія у житті голкіпера — він отримав запрошення від закордонного клубу. Влітку в Києві перебувала команда «Іпсвіч Таун», за яку в той час виступав Сергій Балтача, що порадив керівництву англійського клубу звернути увагу на Михайлова. Одразу ж в Києві був підписаний контракт на три роки, проте в подальшому виникли труднощі з отриманням трудової візи через те, що Михайлов не відіграв потрібної кількості матчів за національну збірну, чого потребували умови положення, що діяло в Британії. Незважаючи на всі спроби «Іпсвича» врегулювати ситуацію, перехід так і не відбувся.
Однак закордоном голкіперу пограти все ж довелося, коли він відгукнувся на пропозицію Олега Блохіна пограти у Греції. Провівши декілька контрольних матчів у складі «Олімпіакосу», Михайло підписав контракт з іншим грецьким клубом, яким став «Аполлон» (Афіни). За словами самого голкіпера — це були ледве не найкращі його роки з професійної точки зору, проте травма завадила виконати умови контракту до кінця і грати на високому рівні й далі. Не ризикнувши робити операцію та чекати довгий реабілітаційний період, 33-річний воротар вирішив закінчити кар'єру гравця.

### Тренерська кар'єра
Повернувшись до Києва, Михайлов звернувся до Ошенкова, що був тоді віцепрезидентом «Динамо», з інноваційною пропозицією. На той час у командах пострадянського простору не прийнято було мати окремого тренера, який працював би виключно з воротарями, і ініціативу Михайлова сприйняли дещо з насторогою, довіривши йому спочатку роботу з юними воротарями. Проте вже влітку 1993 року усі питання щодо слушності введення нової посади були зняті і колишній голкіпер київського клубу став його повноправним тренером.
На посаді тренера голкіперів «Динамо» Михайлов працював безперервно до 2006 року, після чого посів аналогічну посаду у збірній команді України, здавши пост у клубі Сергію Краковському. Проте у 2009 році Михайлов відгукнувся на пропозицію президента «Динамо» Ігоря Суркіса повернутися до роботи в київській команді, де він тренував голкіперів понад 10 років, ставши у складі команди неодноразовим чемпіоном країни та володарем національного кубка. 20 липня 2020 року після поразки від «Колоса» (0:2) в заключному турі чемпіонату України був звільнений разом з усім тренерським штабом. Втім вже 30 липня 2020 року Михайлов увійшов до тренерського штабу нового головного тренера Мірчі Луческу, продовживши роботу тренеров воротарів.

## Співаючий голкіпер
Більшість уболівальників знають Михайла Михайлова лише як футбольного воротаря, однак якось у передачі «Футбольний огляд» він постав у ролі естрадного виконавця: був показаний кліп його пісні «Вчора».
У 1989 році, коли у Києві проходив прощальний матч Олега Блохіна, Михайлов написав та виконав пісню, присвячену цій події.
Багато хто, напевно, чув пісню «Рудий соняшник», автором та виконавцем котрої також є Михайло Леонідович Михайлов.

## Сім'я
Син Михайла Михайлова Андрій пішов батьківською стежиною і також став футбольним голкіпером. Протягом певного часу виступав за резервні команди «Динамо» (Київ).

## Досягнення
- Володар Кубка Володарів Кубків (1986)
- Дворазовий чемпіон СРСР (1981, 1985)
- Володар Кубка СРСР (1985)
- В списку 33-х найкращих футболістів сезону в СРСР — 2 місце у 1985 році[9].

### Державні нагороди
- Орден «За заслуги» II ступеня. (13 травня 2016) — за вагомі особисті заслуги у розвитку і популяризації вітчизняного футболу, піднесення міжнародного спортивного престижу України та з нагоди 30-річчя перемоги у фінальному матчі Кубка володарів кубків УЄФА, здобутої під керівництвом головного тренера футбольного клубу «„Динамо“ Київ», Героя України Лобановського Валерія Васильовича[10][11]
- Орден «За заслуги» III ступеня. (2004) — за вагомий особистий внесок у розвиток та популяризацію вітчизняного футболу, підготовку молодих футболістів, піднесення міжнародного спортивного престижу України та з нагоди 110-річчя українського футболу[12]